# Templar Motor Car Company
Templar Motor Car Company, vorher Templar Motors Corporation, war ein US-amerikanischer Hersteller von Automobilen.

## Unternehmensgeschichte

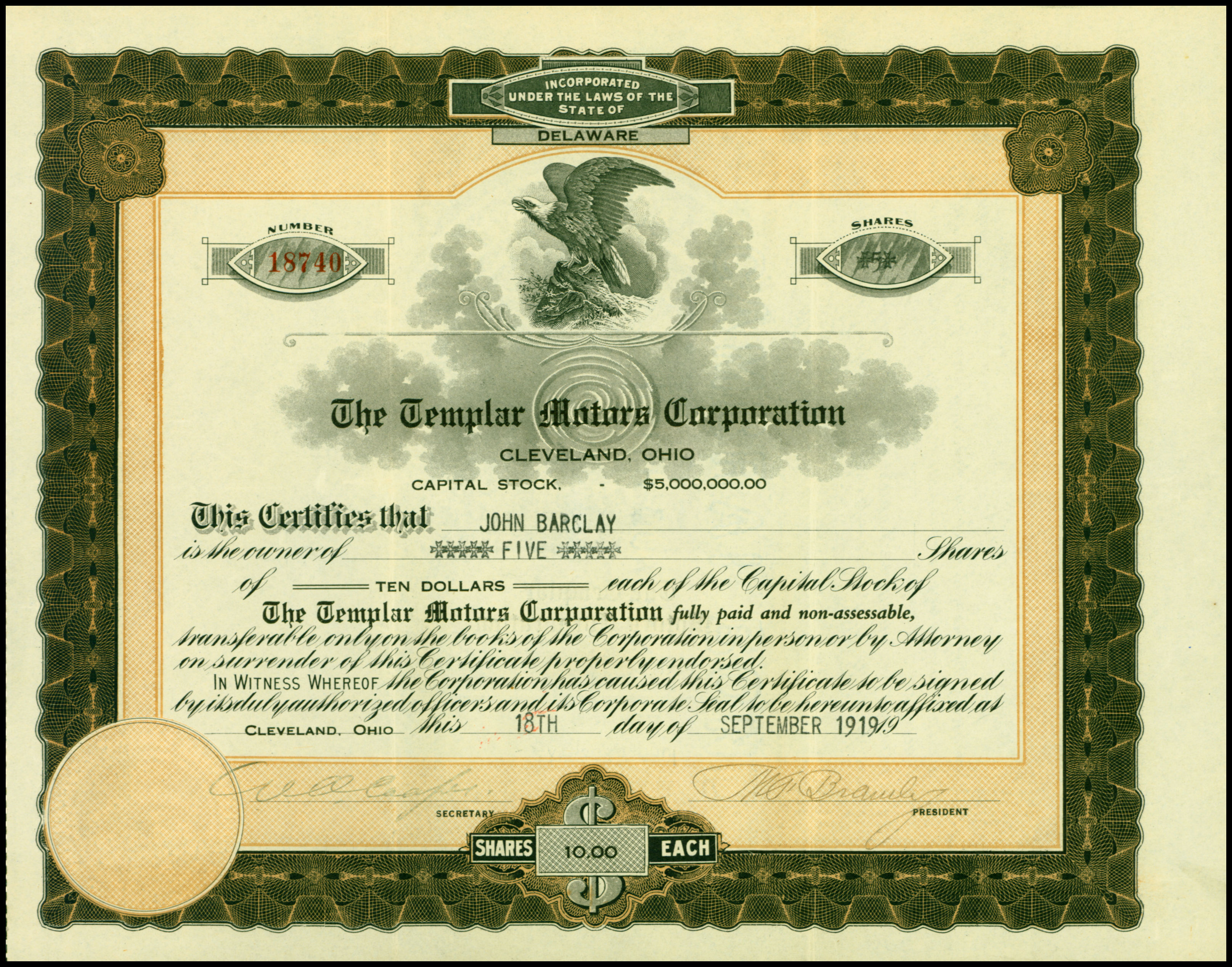
Aktie der Templar Motors Corporation, issued 18. September 1919

Templar Motors Corporation wurde im Februar 1917 in Cleveland in Ohio gegründet. Matthew Frederick Bramley war Präsident. Konstrukteur war Arthur M. Dean, der vorher für die Pope Manufacturing Company und die Matheson Automobile Company tätig war. Ihm zur Seite standen Paul F. Hackethal mit Erfahrungen bei Mercer Motors Corporation, Allen Bartlett von der F. B. Stearns Company und M. E. Morningstart, der zuvor für die Chalmers Motor Car Company arbeitete. Im Juli 1917 begann die Produktion von Automobilen. Der Markenname lautete Templar.
1920 beantragte ein Anteilseigner Insolvenz, die unbegründet war und abgewiesen wurde. Am 13. Dezember 1921 brannte das Werk ab. 1922 kam es zur Insolvenz.
1923 erfolgte die Umfirmierung in Templar Motor Car Company. T. L. Hausmann war nun Präsident. 1924 endete die Produktion.

## Fahrzeuge

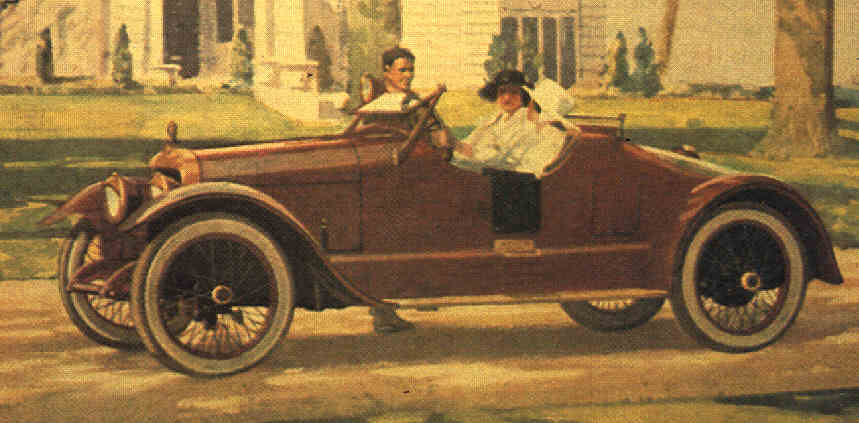
Templar von 1919

Die meisten Fahrzeuge hatten einen selbst hergestellten Vierzylindermotor mit OHV-Ventilsteuerung. Er hatte 85,725 mm Bohrung, 139,7 mm Hub, 3228 cm³ Hubraum und leistete 43 PS. Viele andere Teile wurden zugekauft.
Von 1917 bis 1918 gab es den 43 HP. Das Fahrgestell hatte 300 cm Radstand. Zur Wahl standen Tourenwagen mit vier und fünf Sitzen, ein Roadster mit zwei Sitzen und eine Limousine mit fünf Sitzen.
Ab 1919 findet sich die Bezeichnung Model 4-45. Die fünfsitzigen Tourenwagen und Limousinen blieben im Sortiment. Dazu kam ein Victoria Elite mit vier Sitzen, ein Touren-Roadster mit zwei Sitzen und ein Sportette mit vier Sitzen.
1920 bestand das Karosserieangebot aus Tourenwagen und Limousine mit fünf Sitzen, einem Coupé mit vier Sitzen sowie Sportette und Roadster mit zwei Sitzen.
1921 änderte sich nichts.
1922 bot der Sportette vier Sitzen und das Coupé nur noch drei.
1923 war das Coupé wieder viersitzig. Ein ebenfalls viersitziger Sport ersetzte den bisherigen Sportette.
1924 blieb dieses Modell unverändert. Der Six ergänzte das Sortiment. Er hatte einen Sechszylindermotor, der mit 27,34 PS angegeben war. Der Radstand betrug 310 cm. Vierradbremsen werden gesondert erwähnt. Überliefert sind Phaeton mit fünf Sitzen, Sport mit vier Sitzen, Brougham mit vier Sitzen und eine Limousine mit fünf Sitzen.

## Modellübersicht
| Jahr      | Modell     | Zylinder | Leistung (PS) | Radstand (cm) | Aufbau |
| --------- | ---------- | -------- | ------------- | ------------- | --- |
| 1917–1918 | 43 HP      | 4        | 43            | 300           | Tourenwagen 4-sitzig und 5-sitzig, Roadster 2-sitzig, Limousine 5-sitzig                                        |
| 1919      | Model 4-45 | 4        | 43            | 300           | Victoria Elite 4-sitzig, Tourenwagen 5-sitzig, Touren-Roadster 2-sitzig, Sportette 4.sitzig, Limousine 5-sitzig |
| 1920      | Model 4-45 | 4        | 43            | 300           | Tourenwagen 5-sitzig, Sportette 2-sitzig, Roadster 2-sitzig, Limousine 5-sitzig, Coupé 4-sitzig                 |
| 1921      | Model 4-45 | 4        | 43            | 300           | Tourenwagen 5-sitzig, Roadster 2-sitzig, Sportette 2-sitzig, Coupé 4-sitzig, Limousine 5-sitzig                 |
| 1922      | Model 4-45 | 4        | 43            | 300           | Tourenwagen 5-sitzig, Sportette 4-sitzig, Roadster 2-sitzig, Limousine 5-sitzig, Coupé 3-sitzig                 |
| 1923      | Model 4-45 | 4        | 43            | 300           | Tourenwagen 5-sitzig, Roadster 2-sitzig, Sport 4-sitzig, Coupé 4-sitzig, Limousine 5-sitzig                     |
| 1924      | Model 4-45 | 4        | 43            | 300           | Tourenwagen 5-sitzig, Roadster 2-sitzig, Sport 4-sitzig, Coupé 4-sitzig, Limousine 5-sitzig                     |
| 1924      | Six        | 6        | 27,34         | 310           | Phaeton 5-sitzig, Sport 4-sitzig, Brougham 4-sitzig, Limousine 5-sitzig                                         |

## Produktionszahlen
Insgesamt entstanden etwa 6000 Fahrzeuge. Allerdings gibt es unterschiedliche Angaben. Die Zahlen der einzelnen Jahre sind der folgenden Tabelle zu entnehmen.
| Jahr  | Produktionszahl Quelle 1 | Produktionszahl Quelle 2 |
| ----- | ------------------------ | ------------------------ |
| 1918  | 761                      | 150                      |
| 1919  | 1236                     | 1050                     |
| 1920  | 1850                     | 1550                     |
| 1921  | 683                      | 850                      |
| 1922  | 418                      | 2690                     |
| 1923  | 125                      | ?                        |
| 1924  | 446                      | ?                        |
| Summe | 5519                     | über 6290                |

Von den noch existierenden Fahrzeugen trägt eines die Seriennummer 6333.